# Aplysia reticulopoda
Aplysia reticulopoda är en snäckart som beskrevs av Beeman 1960. Aplysia reticulopoda ingår i släktet Aplysia och familjen sjöharar. Inga underarter finns listade i Catalogue of Life.